# Noc ołówków

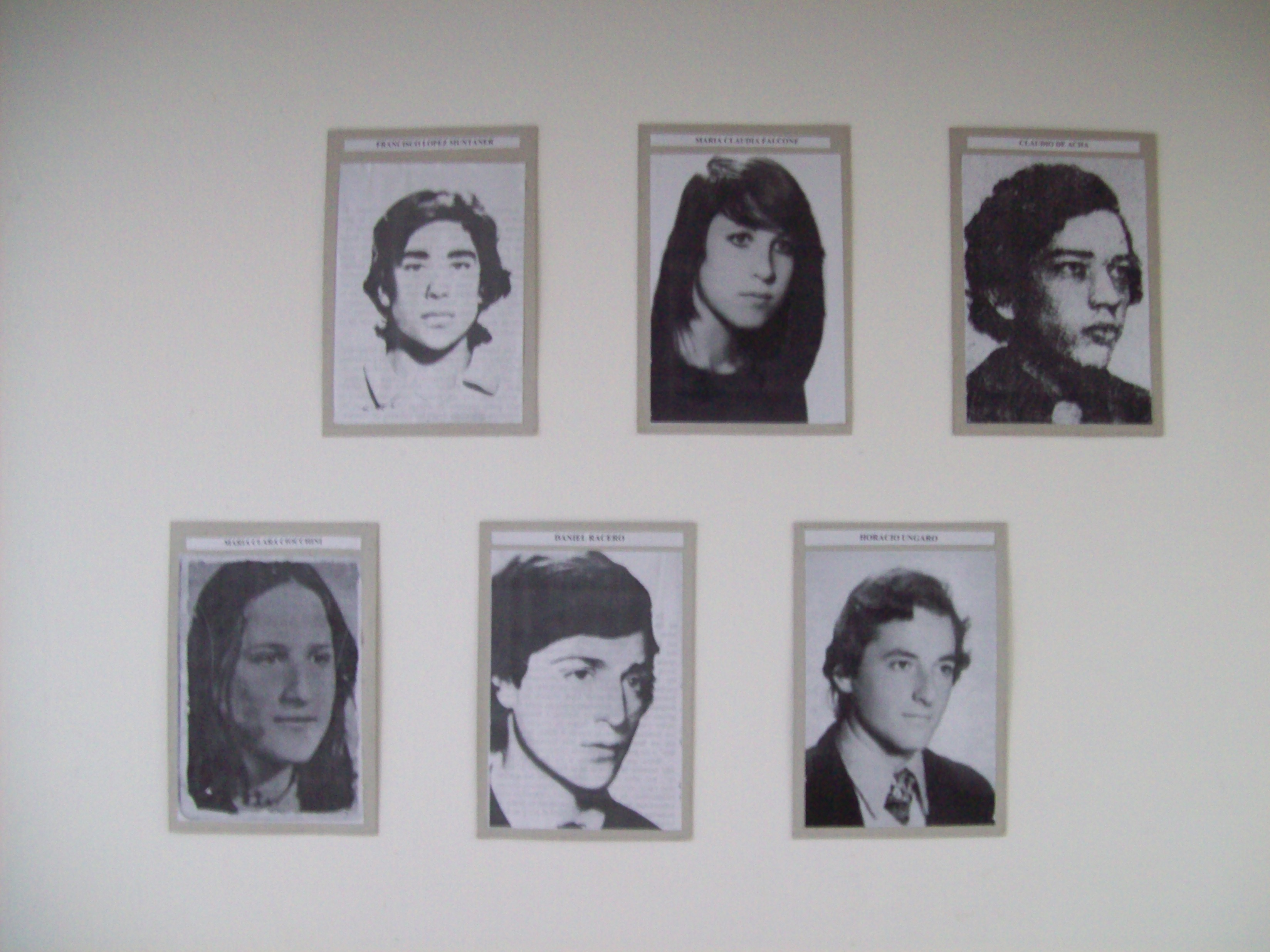
Upamiętnienie ofiar nocy ołówków na Universidad Tecnológica Nacional (2015)

Noc ołówków (hiszp. la noche de los lápices) – seria porwań uczniów szkół średnich, które miały miejsce nocą 16 września 1976 roku i w dniach późniejszych, w mieście La Plata w Argentynie. Zbrodnia jest jedną z najbardziej znanych zbrodni brudnej wojny i jednym z najbardziej znanych przejawów represji argentyńskiej dyktatury w ramach planu Procesu Reorganizacji Narodowej. Części porwanych wciąż nie odnaleziono – to tzw. desaparecidos.
Sprawa ujrzała światło dzienne w 1985 roku, po świadectwie złożonym przez Pablo Díaza (jednego z ocalałych) w Juicio a las Juntas (Sądzie do Spraw Junt). Część porwanych uczniów przeżyło tortury i prześladowania. Chociaż pewne grupy emerytowanych wojskowych zaprzeczają przedstawionym faktom, państwo argentyńskie w tej zbrodni uznaje udział reżimu rządzącego wówczas Argentyną.

## Powody
Ofiary były w większości działaczami bądź byłymi działaczami Związku Uczniów Liceów (Unión Estudiantil Secundaria, UES) La Platy. Organizacja ta (wraz z innymi) sprzeciwiła się w 1975 roku decyzji Ministerstwa Robót Publicznych, która podwoiła cenę biletu uczniowskiego (cynicznie zachowano zniżkę, którą działacze Związku wywalczyli pół roku wcześniej). Chociaż oficjalnie żaden dokument nie dowodzi, że „zniknięcia” były spowodowane sprzeciwem w tej sprawie, a dwóch porwanych, którzy przeżyli, zaprzecza istnieniu bezpośredniego związku między porwaniami a tym konkretnym działaniem UES, to różne świadectwa ocalałych złożonych w CONADEP (Comisión Nacional sobre la Desaparición de Personas – Państwowa Komisja Do Spraw Zniknięć Osób), jak i w Juicio a las Juntas, uznają tę teorię za wiarygodną. Powszechnie uważa się, że sprzeciw był sztucznie wywołany przez rząd, który to sprzeciw junta następnie nazwała „komunistycznym przewrotem w szkołach”.

## Ofiary
Porwania zostały dokonane przez Batallón 601 służb wojskowych i policję prowincji Buenos Aires, dowodzone wówczas przez generała Ramona Campsa.
„Zniknięcia” (desapariciones) dotyczyły w większości niepełnoletnich uczniów, którymi byli:
| Imię i nazwisko          | Wiek (w 1976) | Data zniknięcia  | Obecny stan | Uwagi |
| ------------------------ | ------------- | ---------------- | ----------- | --- |
| Claudio de Acha          | 17 lat        | 16 września 1976 | Zaginiony   | Został porwany w domu Horacio Hungaro. |
| Gustavo Calotti          | 18 lat        | 8 września 1976  | Ocalały     | Chociaż został porwany 8 września, uważa się go za ofiarę Nocy Ołówków, ponieważ wielu porwanych było jego kolegami ze szkoły i wraz z nimi był więziony i torturowany. |
| Maria Clara Ciochinni    | 18 lat        | 16 września 1976 | Zaginiona   | Została porwana razem z Maríą Claudią Falcone. |
| Pablo Díaz               | 18 lat        | 21 września 1976 | Ocalały     | W 1985 upublicznił zbrodnię przed Juicio a las Juntas. |
| María Claudia Falcone    | 16 lat        | 16 września 1976 | Zaginiona   | Została porwana z domu babci wraz z Maríą Clarą Ciochinni, która z nią mieszkała. |
| Francisco López Muntaner | 16 lat        | 16 września 1976 | Zaginiony   | |
| Patricia Miranda         | 17 lat        | 17 września 1976 | Ocalała     | Została porwana 17 września. Była uczennicą Liceum Sztuk Pięknych, nie działała politycznie, nie uczestniczyła w akcji sprzeciwu wobec podwyżkom cen biletów. Była więziona w tajnych ośrodkach zatrzymań w Arana, Pozo de Quilmes, Valentin Alsina i w więzieniu Devoto, gdzie pozostała do marca 1978. |
| Emilce Moler             | 17 lat        | 17 września      | Ocalały     | |
| Daniel A. Racero         | 18 lat        | 16 września 1976 | Zaginiony   | |
| Horacio Ungaro           | 17 lat        | 16 września 1976 | Zaginiony   | |

Według CONADEP „porwana młodzież została wyeliminowana po zabójstwach w różnych tajnych ośrodkach zatrzymań, m.in.: Arana, Pozo de Banfield, Pozo de Quilmes, Jefatura de Policía de la Provincia de Buenos Aires (Kierownictwo Policji Prowincji Buenos Aires) i Komisariaty 5a., 8a., y 9a. w La Plata i 3a. de Valentín Alsina, w Lanús, oraz el Polígono de Tiro de la Jefatura de la Provincia de Buenos Aires” (Poligon Strzelniczy Kierownictwa Policji Prowincji Buenos Aires).

## Kultura powszechna
Wydarzenia Nocy Ołówków zekranizował Héctor Olivera reżyserując Noc Ołówków.
Pablo Diaz, jeden z ocalałych, uczestniczył w pisaniu scenariusza, który w 1987 roku został zekranizowany. Na podstawie zeznań Pablo Díaza kanaryjski piosenkarz Rogelio Botanz napisał pieśń Noche de los Lápices.